# شاهدخت ماساکو تاکه‌دا
شاهدخت ماساکو تاکه‌دا ((به ژاپنی: 恒久王妃昌子内親王, Tsunehisa Ōhi Masako naishinnō); ۳۰ سپتامبر ۱۸۸۸ – ۸ مارس ۱۹۴۰) آریستوکراسی (طبقه) اهل ژاپن بود. دهمین فرزند و ششمین دختر امپراتور میجی و فرزند سوم و دختر دوم سونو ساچیکو، پنجمین سوکوشیتسوی امپراتور بود.